# 캐스린 해롤드

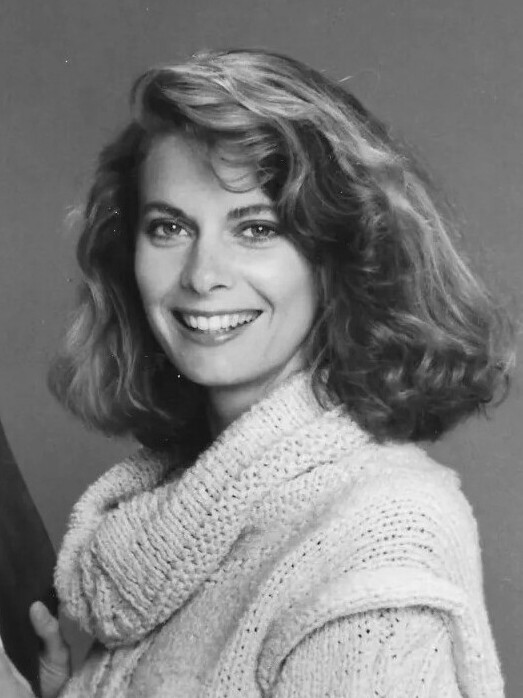

캐스린 해럴드(Kathryn Harrold, 1950년 8월 2일 ~ )는 미국의 배우이다.

## 출연 작품
- The '70s (2000년) - 코니 역
- 위험한 동반자 (1994, The Companion)
- 끝없는 욕망 (1991년)
- 위험한 유혹 (1991, A Seduction in Travis County)
- 분노의 선택 (1990년)
- 사랑의 나날들 (1987년)
- 고릴라 (1986년)
- 밤의 미녀 (1985년)
- 비통한 사람들 (1984년)
- 죠르지오의 사랑 (1982년)
- 공포의 텔레파시 (1982년)
- 이중 추적 (1981년)
- 결혼과 이혼 사이 (1981년)
- 헌터 (1980년)
- 나이트윙 (1979년)

### 텔레비전
- 시카고 메디컬 (1996-98)
- 저징 에이미 (1999)
- 킹 오브 더 힐 (2002) - 목소리
- 위기의 주부들 (2004-06)
- 그릭 (2007-11)